# 奥兰多别墅

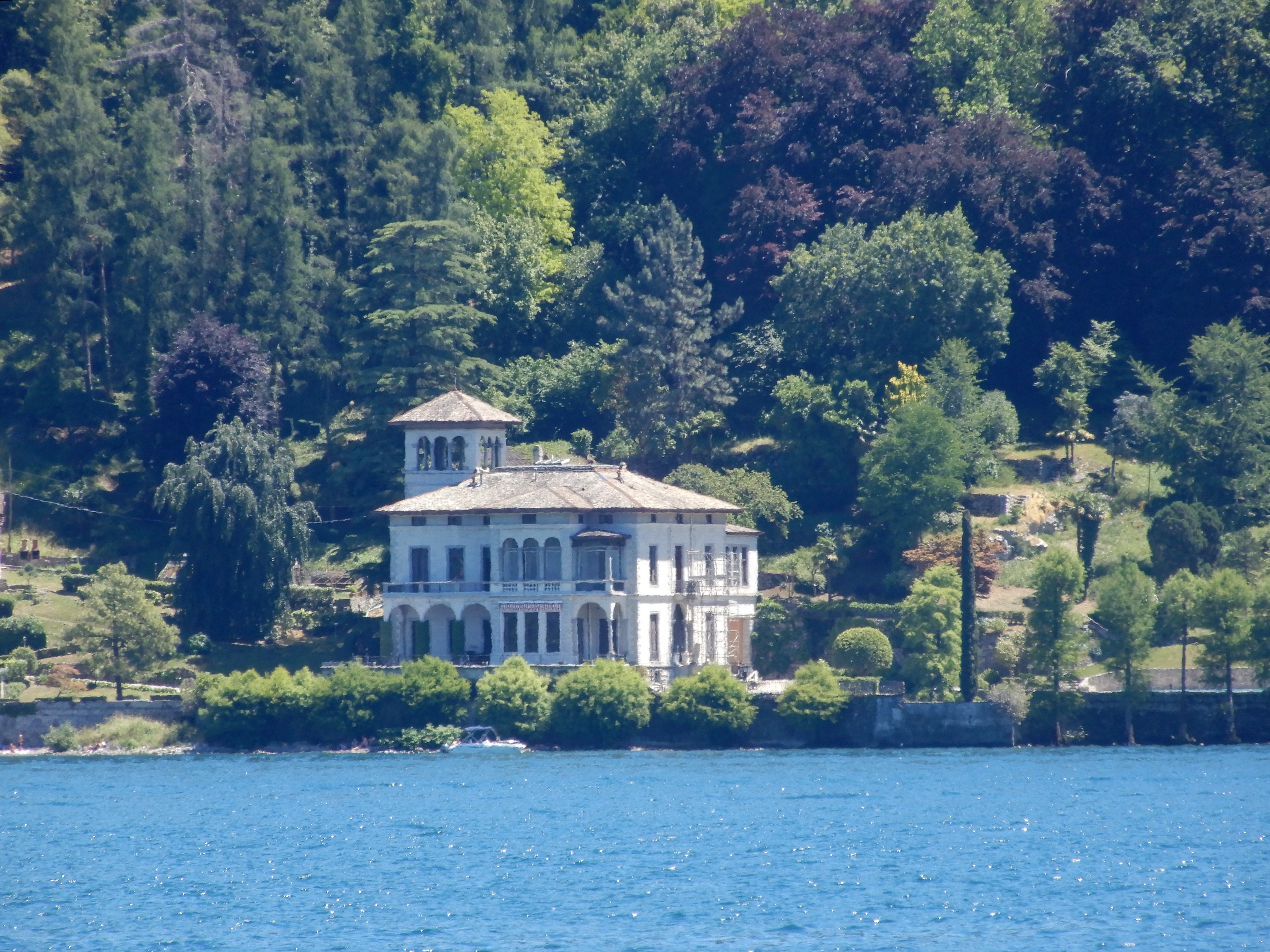

奥兰多别墅（意大利语：Villa Orlando), 是意大利伦巴第大区科莫省贝拉焦科莫湖南岸一座历史悠久的住宅。

## 历史
这栋别墅建于1891年，由尤金尼奥·贝萨纳爵士委托建筑师安东尼奥·西特里奥设计。
1920年，这座别墅被政治家和海军工程师路易吉·奥兰多收购。

## 描述
别墅位于湖岸，可以通过私人码头进入。